# Placidus de Titus
Placidus de Titus, Latijnse naam van Placido de Titi, (Perugia, 1603 - Pavia, 1668) was een monnik, hoogleraar wiskunde en astroloog aan de Universiteit van Pavia.
Hij ontwierp een systeem voor de berekening van astrologische huizen dat zijn naam kreeg. Nu nog is de huizenberekening volgens Placidus de meest gebruikte in de astrologie. Het is waarschijnlijk dat Placidus zijn huizentheorie ontleende aan Giovanni Antonio Magini.